# Linbian (Pingtung)
Linbian (chinesisch 林邊鄉, Pinyin Línbiān Xiāng, W.-G. Lin2-pian1 Hsiang1, Pe̍h-ōe-jī Nâ-piⁿ-hiong oder Nâ-á-piⁿ [林仔邊]; Pha̍k-fa-sṳ: Lìm-piên-hiông) ist eine Landgemeinde im Landkreis Pingtung auf Taiwan (Republik China).

## Lage
Linbian liegt an der Südwestküste Taiwans, östlich angrenzend der etwas größeren Hafenstadt Donggang. Das Gemeindegebiet hat ungefähr die Form eines gleichschenkligen spitzwinkligen Dreiecks, dessen Spitze Richtung Nordosten zeigt, mit Schenkellänge 7 Kilometer und Basislänge 4 Kilometer. Flächenmäßig ist Linbian mit 15,6233 km² die drittkleinste Gemeinde im Landkreis Pingtung. Das Terrain ist flach und ohne größere Erhebungen. Die östliche Begrenzung des Gemeindegebiets wird im Wesentlichen vom gleichnamigen Fluss Linbian (林邊溪,  Línbiān Xī) gebildet. Die benachbarten Gemeinden sind Jiadong im Osten, Nanzhou im Norden und Donggang im Westen.

## Geschichte
Im Jahr 1755 wurde eine han-chinesische Siedlung gegründet. Diese Siedlung trug den Min-Nan-Namen Nâ-á-pinn  (林仔邊, Hanyu Pinyin Línzǐbiān), was so viel wie „am Waldrand gelegen“ bedeutet und sich auf die damals reichlich in der Gegend vorhandenen Wälder bezog. Zur Zeit der japanischen Herrschaft (1895–1945) wurde 1920 das Dorf Linbian (林邊庄, chin. Línbiān Zhuāng, japan. Rinpen Shō) gebildet. Nach Übernahme Taiwans durch die Republik China im Jahr 1945 entstand daraus die Landgemeinde (鄉,  Xiāng) Linbian, zunächst im Verbund des neu gebildeten Landkreises Kaohsiung und ab 1950 im davon abgetrennten Landkreis Pingtung. Im März 1951 wurde aus den nördlichen Anteilen Linbians die Gemeinde Nanzhou neu gebildet.

## Bevölkerung
Nach der offiziellen Statistik gehörten Ende 2017 112 Personen (etwa 0,6 %) den indigenen Völkern an.
| Gliederung von Linbian |
|                        |

## Verwaltungsgliederung
Linbian ist in 10 Dörfer (村,  Cūn) gegliedert:
1 Zhulin (竹林村)

2 Zhen’an (鎮安村)

3 Yongle (永樂村)

4 Zhonglin (中林村)

5 Linbian (林邊村)

6 Guanglin (光林村)

7 Renhe (仁和村)

8 Tiancuo (田厝村)

9 Qifeng  (崎峯村)

10 Shuili (水利村)

## Verkehr
An der Grenze Linbians zu Donggang endet die Nationalstraße 3, die längste Autobahn Taiwans, die bis in den Norden der Insel führt. Die Autobahn wird gekreuzt von der parallel zur Küste entlangziehenden Provinzstraße 17. Von dieser zweigt in Richtung Nordosten die Kreisstraße 189 ab. Linbian hat eine Eisenbahnanbindung an die Pingtung-Linie und weist zwei Haltebahnhöfe auf, Linbian und Zhen’an.

## Landwirtschaft und Fischerei
Linbian ist landwirtschaftlich geprägt und überregional bekannt für seine Produktion von Javaäpfeln der Sorte „Schwarze Perle“ (黑珍珠,  Hēi zhēnzhū). Weitere Produkte sind Betelnuss und Kokosnuss. Die Aquakultur ist ebenfalls von Bedeutung.

## Tourismus, Sehenswürdigkeiten
Der daoistische Fangsuo-Pulong-Tempel (放索普龍殿,  Fàngsuǒ Pǔlóng Diàn) im Dorf Shuili wurde ab dem Jahr 1983 erbaut und imponiert durch seine prächtige Ausschmückung. Das 1901 erbaute alte Haus der Familie Zheng (鄭家古厝,  Zhèng Jiā Gǔcuò) oder auch „Altes Fuji-Haus“ (福記古厝,  Fújì Gǔcuò) im Dorf Yongle bietet einen Einblick in die Lebensweise einer wohlhabenden Händlerfamilie Anfang des 20. Jahrhunderts.

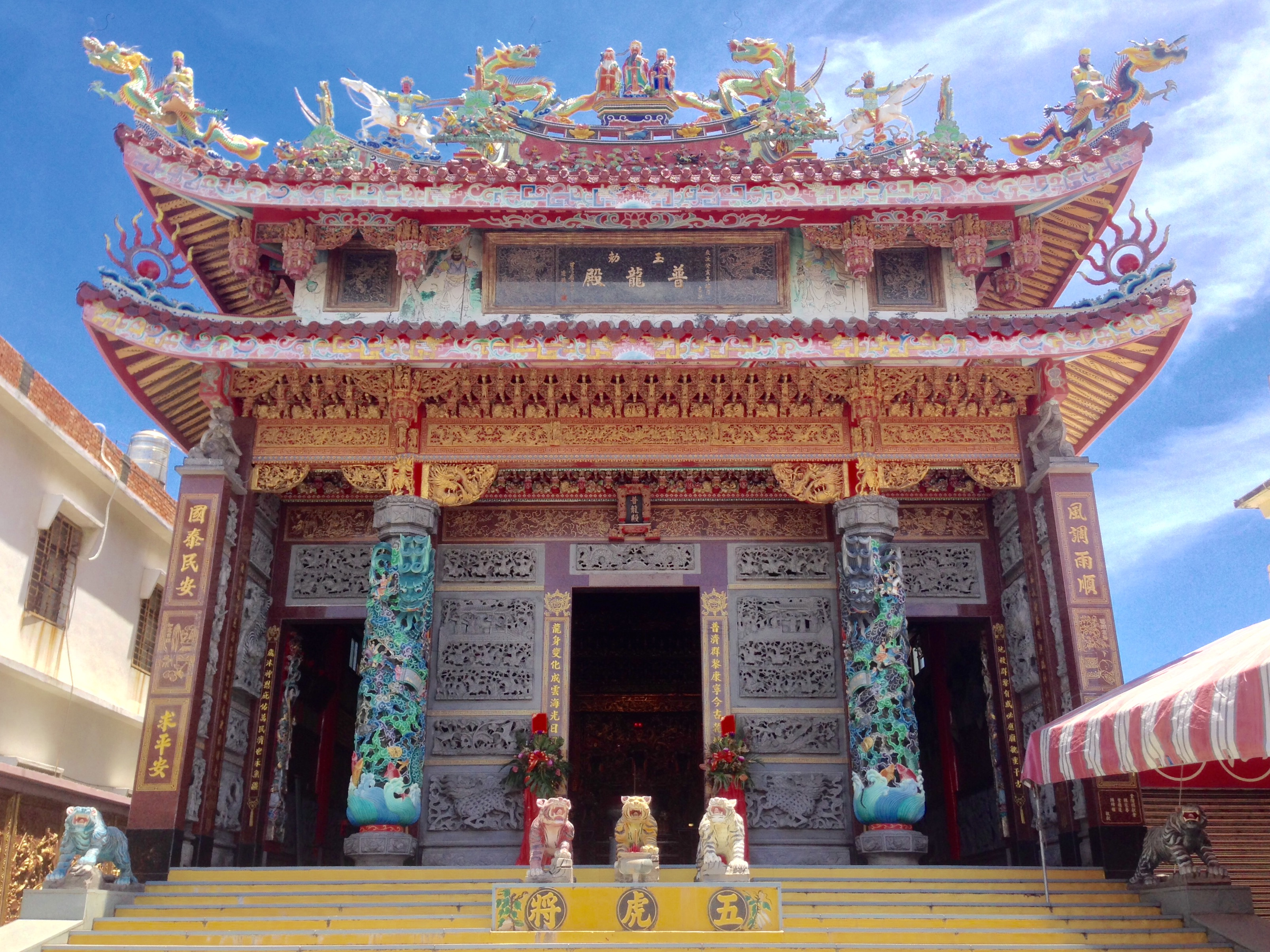
Fangsuo-Pulong-Tempel
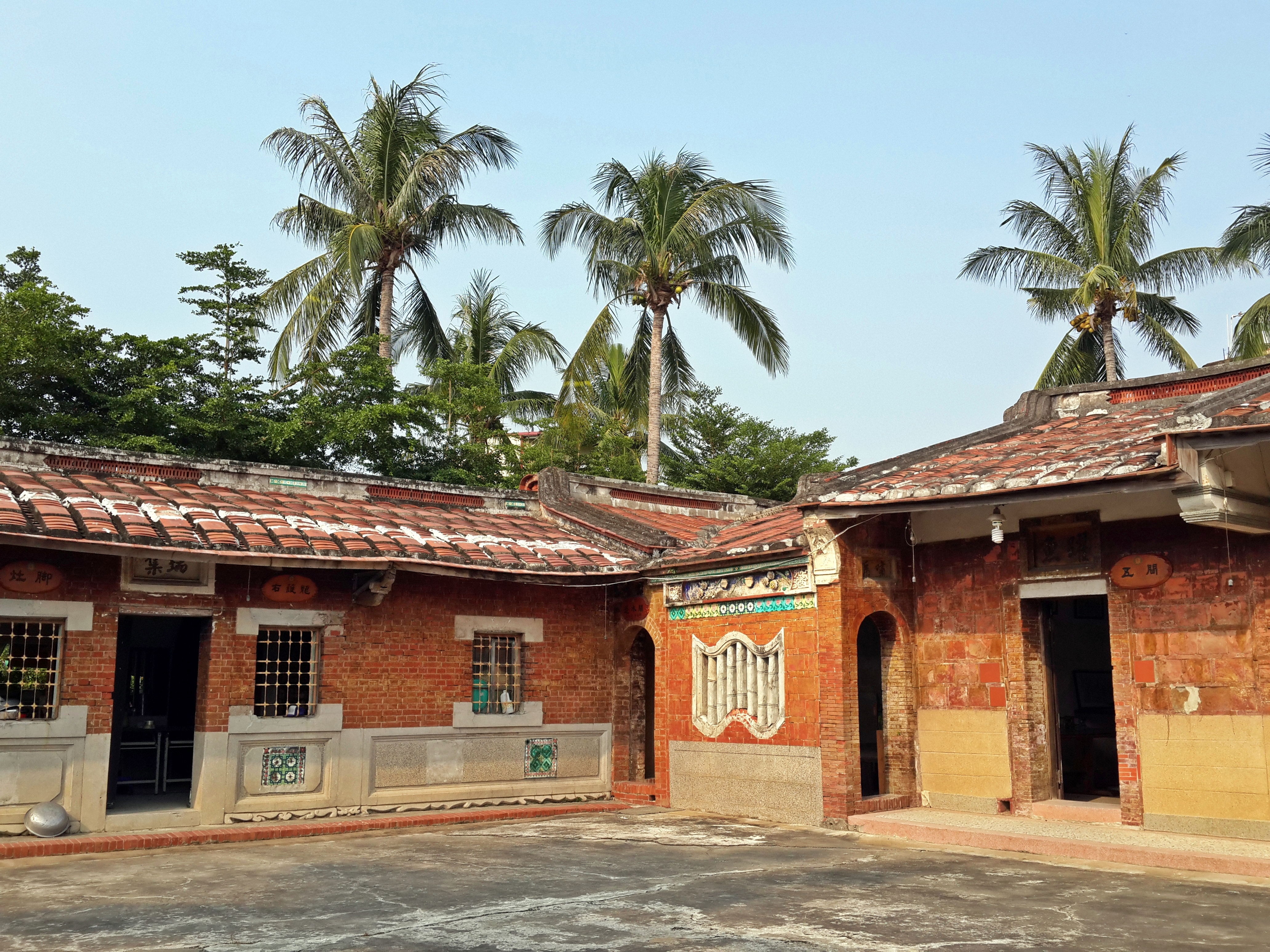
„Altes Fuji-Haus“